# Don DeFore
Don DeFore (ur. 25 sierpnia 1913, zm. 22 grudnia 1993) – amerykański aktor filmowy i telewizyjny.

## Filmografia

### Seriale
- 1948: Studio One jako kapitan George Lowry
- 1953: General Electric Theater jako George
- 1977: Statek miłości jako Teddy
- 1978: Fantasy Island jako pan Wendover
- 1984: Napisała: Morderstwo jako Jake Sanford

### Film
- 1937: Kid Galahad jako Ringsider
- 1937: Alarm na morzu jako marynarz (niewymieniony w czołówce)
- 1943: Ludzka komedia jako Texas
- 1948: Romans na pełnym morzu jako Michael Kent
- 1952: Dziewczyna w każdym porcie jako Bert Sedgwick
- 1984: A Rare Breed jako Frank Nelson

## Nagrody i nominacje
Został nominowany do nagrody Emmy. Ma swoją gwiazdę w Hollywoodzkiej Alei Gwiazd.